# マイケル・クエスタ
マイケル・クエスタ（Michael Cuesta, 1963年7月8日 - ）は、アメリカ合衆国の映画及びテレビ監督である。2001年の映画『L.I.E.』、テレビシリーズ『シックス・フィート・アンダー』、『デクスター 警察官は殺人鬼』、『ブルーブラッド 〜NYPD家族の絆〜』、『HOMELAND』を監督した。

## キャリア
1985年にSchool of Visual Artsで撮影のBFAを取得する。2001年にインディペンデント映画『L.I.E.』で脚本・監督を務める。同作はインディペンデント・スピリット賞にノミネートされた。
『L.I.E.』の後にはテレビシリーズ『シックス・フィート・アンダー』、『デクスター 警察官は殺人鬼』、『トゥルーブラッド』などのエピソードを監督した。
テレビシリーズ『HOMELAND』のパイロット・エピソード「英雄の帰還」によりプライムタイム・エミー賞ドラマシリーズ監督賞を受賞した。
2011年にロン・エルダード出演の映画『Roadie』を監督する。同年内に映画祭で上映された後、翌2012年にマグノリア・ピクチャーズ配給で一般公開された。
2013年2月、ジェレミー・レナー出演の映画『Kill the Messenger』の監督に就任した。2013年夏にアトランタで撮影が始まり、2014年に公開予定である。

## 主なフィルモグラフィ

### テレビシリーズ

#### 製作
| 年        | シリーズ                                     | クレジット               | 備考 |
| --------- | -------------------------------------------- | ------------------------ | ---- |
| 2006      | デクスター 警察官は殺人鬼 Dexter             | 共同製作総指揮（計11話） |      |
| 2010      | ブルーブラッド 〜NYPD家族の絆〜 Blue Bloods  | 製作総指揮（計2話）      |      |
| 2011-2012 | HOMELAND Homeland                            | 製作総指揮（計24話）     |      |
| 2019-     | CITY ON A HILL/罪におぼれた街 City on a Hill | 製作総指揮 (計18話)      |      |

#### 監督
| 年              | シリーズ                                          | シーズン | エピソード                | 備考 |
| --------------- | ------------------------------------------------- | -------- | ------------------------- | ---- |
| 2002-2005       | シックス・フィート・アンダー Six Feet Under       | 2        | 第4話「感情」             |      |
| 2002-2005       | シックス・フィート・アンダー Six Feet Under       | 2        | 第9話「予感」             |      |
| 2002-2005       | シックス・フィート・アンダー Six Feet Under       | 3        | 第2話「我慢」             |      |
| 2002-2005       | シックス・フィート・アンダー Six Feet Under       | 4        | 第1話「埋葬」             |      |
| 2002-2005       | シックス・フィート・アンダー Six Feet Under       | 5        | 第11話「雑音」            |      |
| 2006            | デクスター 警察官は殺人鬼 Dexter                  | 1        | 第1話「正義の殺人者」     |      |
| 2006            | デクスター 警察官は殺人鬼 Dexter                  | 1        | 第2話「空涙を流す男」     |      |
| 2006            | デクスター 警察官は殺人鬼 Dexter                  | 1        | 第3話「指先のない死体」   |      |
| 2006            | デクスター 警察官は殺人鬼 Dexter                  | 1        | 第10話「血の海の少年」    |      |
| 2006            | デクスター 警察官は殺人鬼 Dexter                  | 1        | 第12話「自由に生まれた」  |      |
| 2009            | トゥルーブラッド True Blood                       | 2        | 第12話「復活の儀式」      |      |
| 2010            | ブルーブラッド 〜NYPD家族の絆〜 Blue Bloods       | 1        | 第1話「警察一家レーガン」 |      |
| 2010            | ブルーブラッド 〜NYPD家族の絆〜 Blue Bloods       | 1        | 第8話「チャイナタウン」   |      |
| 2011-2012, 2020 | HOMELAND Homeland                                 | 1        | 第1話「英雄の帰還」       |      |
| 2011-2012, 2020 | HOMELAND Homeland                                 | 1        | 第2話「トラウマ」         |      |
| 2011-2012, 2020 | HOMELAND Homeland                                 | 1        | 第7話「過ちの週末」       |      |
| 2011-2012, 2020 | HOMELAND Homeland                                 | 1        | 第12話「決意の果てに」    |      |
| 2011-2012, 2020 | HOMELAND Homeland                                 | 2        | 第1話「裏切りの笑み」     |      |
| 2011-2012, 2020 | HOMELAND Homeland                                 | 2        | 第2話「緊迫のベイルート」 |      |
| 2011-2012, 2020 | HOMELAND Homeland                                 | 2        | 第8話「重圧」             |      |
| 2011-2012, 2020 | HOMELAND Homeland                                 | 2        | 第12話「苦しい選択」      |      |
| 2011-2012, 2020 | HOMELAND Homeland                                 | 8        | 第11話                    |      |
| 2012            | エレメンタリー ホームズ&ワトソン in NY Elementary | 1        | 第1話「摩天楼の名探偵」   |      |
| 2019            | CITY ON A HILL/罪におぼれた街 City on a Hill      | 1        | 第1話                     |      |

### 映画
- L.I.E. (2001) 監督・脚本・製作
- 12 and Holding (2005) 監督・製作
- Tell-Tale (2009) 監督
- Roadie (2011) 監督・脚本
- Kill the Messenger (2014) 監督
- アメリカン・アサシン American Assassin (2017) 監督